# Андроновка (станция)
Андро́новка — узловая железнодорожная станция Малого кольца Московской железной дороги в Москве. Входит в Московско-Курский центр организации работы железнодорожных станций ДЦС-1 Московской дирекции управления движением. По основному характеру работы является промежуточной, по объёму работы отнесена к 3 классу. Ранее была участковой станцией 4 класса. 
Название станции — от деревни Андроново, существовавшей в XIX веке двумя километрами западнее, на нынешнем Шоссе Энтузиастов.
В границах станции расположены два пассажирских остановочных пункта Московского центрального кольца. В северной горловине располагается одноимённая платформа, в южной — платформа Нижегородская. Обе платформы были открыты для пассажиров 10 сентября 2016 года вместе с открытием МЦК.

## Описание
Располагается между промзонами округов районов Лефортово и Нижегородский (исторический район Карачарово). Над северной горловиной станции путепровод Казанского направления МЖД.
От северной горловины станции отходят соединительные ветви на Казанское направление МЖД, от южной — на станцию Северный пост с подъездными путями к заводам «Серп и Молот» и «Кристалл».
Ранее от южной горловины станции шёл путь на Курское направление МЖД, некоторое время идя параллельно Малому кольцу, и, отдаляясь от главного хода у ветви от станции Угрешская, шёл на Люблино-Сортировочное Курского хода. После реконструкции место этой ветви занял третий главный путь, и она теперь примыкает непосредственно к станции Угрешская.
Сохранились вокзал, два жилых дома, водокачка и сторожка начала XX века. Поселение Новая Андроновка, возникшее в предреволюционные годы возле станции, полностью поглощено промзонами.
Несколько путей станции оборудованы для отстоя городских электропоездов МЦК в ночное и дневное непиковое время.